# Phyllalia flavicostata
Phyllalia flavicostata är en fjärilsart som beskrevs av Fawcett 1903. Phyllalia flavicostata ingår i släktet Phyllalia och familjen Eupterotidae. Inga underarter finns listade i Catalogue of Life.